# Station Pont-de-la-Deûle
Station Pont-de-la-Deûle is een spoorwegstation in de Franse gemeente Flers-en-Escrebieux.